# Słupno (powiat płocki)
Słupno – wieś sołecka w Polsce położona w województwie mazowieckim, w powiecie płockim, w gminie Słupno. Leży na południowy wschód od Płocka.
| SIMC    | Nazwa           | Rodzaj    |
| ------- | --------------- | --------- |
| 0575924 | Słupno-Gajówka  | część wsi |
| 0575930 | Słupno-Krzelewo | część wsi |

Od 30 grudnia 1999 miejscowość jest siedzibą gminy Słupno (wcześniej Płock).
Wieś duchowna położona była w drugiej połowie XVI wieku w powiecie płockim  województwa płockiego. W 1729 roku wieś przeszła na własność norbertanek płockich. W XIX wieku przynależała do gminy Bielino. W latach 1975–1998 miejscowość należała administracyjnie do województwa płockiego.
Miejscowość jest siedzibą parafii rzymskokatolickiej pw. Świętego Marcina.

## Historia
Znaleziska archeologiczne dowodzą, że już w XII wieku istniała tu osada. Na zachód od wsi (po lewej stronie szosy), na północnej krawędzi doliny rzeki Słupianki, znajdują się relikty wczesnośredniowiecznego grodziska, które zbudowano po 924 roku, co stwierdzono na podstawie badania dendrochronologicznego. Oprócz Słupna również w Starym Gulczewie i Szeligach poczyniono odkrycia archeologiczne.
Daty historyczne:
- po 924 r. – budowa grodu obronnego
- XII w. – prawdopodobnie w tym stuleciu zostaje w Słupnie erygowana parafia
- 1185 r. – komes Żyro przekazuje wieś (wtedy Shupno) jako część uposażenia kościoła N. P. Maryi w Płocku na przedmieściu, założonego przez jego babkę Dobromiłę czyli Dobiechnę, drugą żonę Wojsława I[10]
- 1443 r. – biskup Paweł Giżycki nadał ją archidiakonowi Ściborowi
- 1621 r. – zostaje zbudowany kolejny kościół, który w 1630 r. konsekrował biskup sufragan płocki Stanisław Starczewski
- 1729 r. – Słupno przechodzi na własność klasztoru norbertanek płockich i w ich rękach pozostaje do końca XVIII w.
- 1753 r. – z fundacji proboszcza klasztoru norbertanek płockich, ks. Mateusza Kamińskiego (Krzemińskiego), zostaje wzniesiony stojący obecnie drewniany kościół pod wezwaniem św. Marcina
- 1827 r. – we wsi Słupno jest 21 domów i 217 mieszkańców
- 1889 r. – we wsi jest 46 domów i 284 mieszkańców
- 1898 r. – miejscowa parafia należy do dekanatu płockiego diecezji płockiej i liczy 1000 wiernych
- I wojna światowa – częściowe zniszczenie świątyni, wówczas m.in. został spalony cały dach. Po wojnie kościół został gruntownie odremontowany
- Od 28 listopada 1940 r. do 1941 r. Niemcy więzili w Słupnie bł. arcybiskupa Antoniego J. Nowowiejskiego i bł. biskupa Leona Wetmańskiego przed wywiezieniem ich do obozu pracy przymusowej Soldau (KL) w Działdowie, gdzie obaj zginęli
- 1996 r. – został założony piłkarski Gminny Klub Sportowy Delta Słupno, który w sezonie 2018/2019 gra w lidze okręgowej w grupie Płockiej[11]
- 2006 r. – parafia w Słupnie, którą tworzy 7 miejscowości, należy do dekanatu płockiego-wschodniego diecezji płockiej i liczy 1950 wiernych
- 2009 r. – od połowy roku, pod kierunkiem ks. Marka Jarosława Zaborowskiego, trwa remont świątyni (m.in. wymiana szalunku, remont dachu).

## Zabytki
- grodzisko średniowieczne zbudowane po 924 i po 925 roku. Zachowały się ślady wałów ziemnych na planie owalu. Obiekt znajduje się na zachód od ulicy Bocianiej.
- drewniany kościół św. Marcina z połowy XVIII wieku, wewnątrz późnorenesansowy ołtarz główny z pocz. XVIII w. i barokowymi ołtarzami bocznymi[12].